# Krzysztof Kostka
Krzysztof Kostka herbu Dąbrowa (ur. ok. 1530, zm. 1594) – starosta golubski oraz wojewoda pomorski w latach 1576–1594, mąż Katarzyny Konopackiej, brat Jana, wojewody sandomierskiego oraz również starosty golubskiego i brat Elżbiety, matki Magdaleny Mortęskiej, benedyktynki.
Pochowany został w farze golubskiej św. Katarzyny.

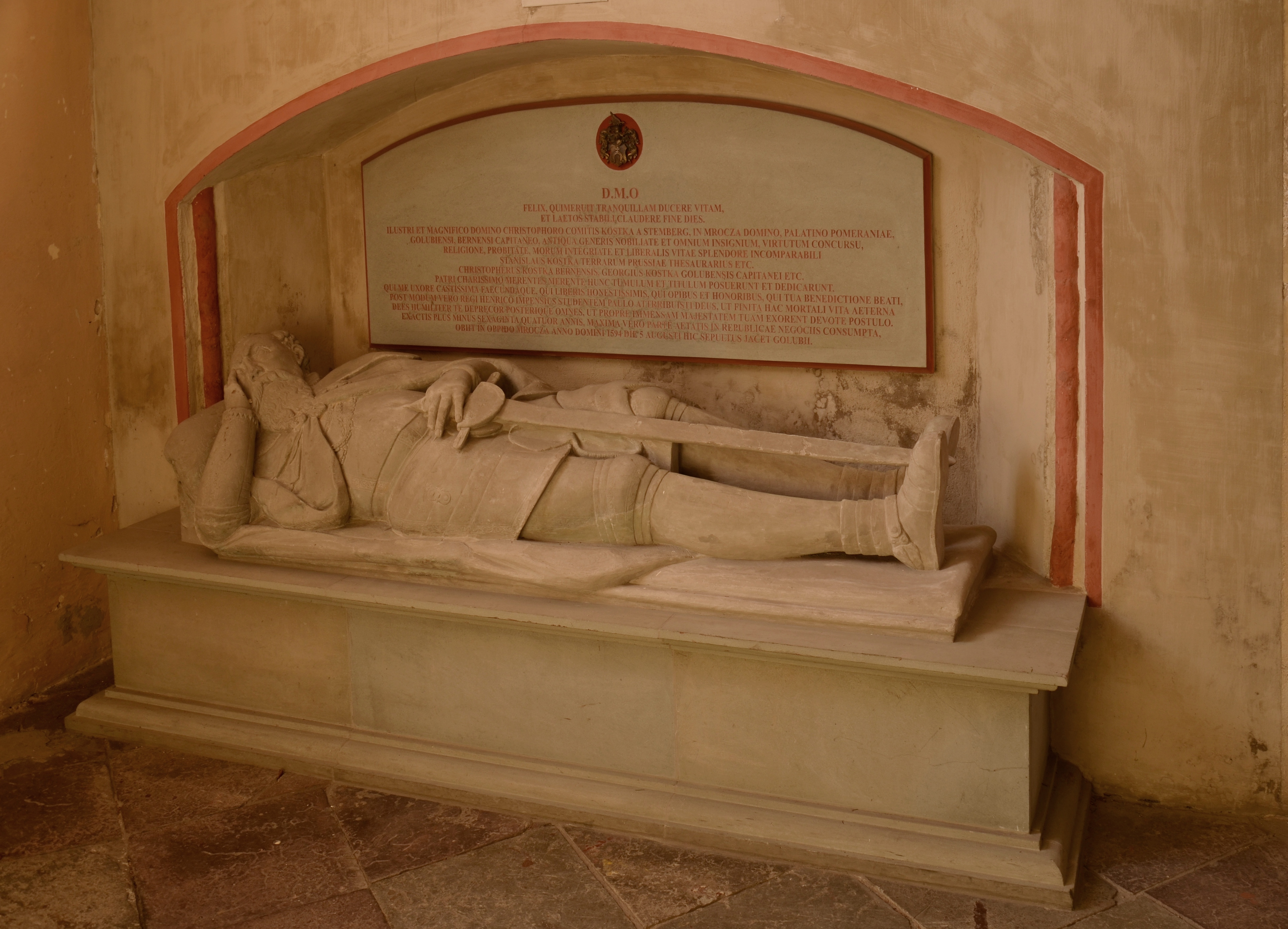
Nagrobek Krzysztofa Kostki w kościele parafialnym w Golubiu.